# Baikiaea fragrantissima
Baikiaea fragrantissima är en ärtväxtart som beskrevs av Baker f. Baikiaea fragrantissima ingår i släktet Baikiaea och familjen ärtväxter. Inga underarter finns listade i Catalogue of Life.